# Yoo Chang-soon
Yoo Chang-soon (6 de agosto de 1918 - 2 de junho de 2010) foi o primeiro-ministro da Coreia do Sul de 4 de janeiro de 1982 a 24 de junho de 1982. Yoo nasceu em Anju, Pyongan Sul, uma cidade localizada na atual Coreia do Norte, e estudou na Escola Comercial de Pyongyang (평양 상업 학교). Ele fez o ensino superior no Hastings College em Nebraska, graduando-se em 1950. No ano seguinte, ele entrou ao serviço do governo sul-coreano, trabalhando na agência do Banco da Coreia em Tóquio. Ele foi governador do Banco da Coreia de 1961 a 1962.